# Colpotrochia babai
Colpotrochia babai là một loài tò vò trong họ Ichneumonidae.